# 盧德撞擊坑
盧德撞擊坑（英語：Lod Crater）是位於火星欧克西亚沼区的一個撞擊坑，中心座標21.2° N，31.6° W，直徑7.5公里，以以色列的市鎮盧德命名。
盧德撞擊坑因為保留了來自邁亞谷洪水影響的地形而聞名。